# Salvius Julianus
Salvius Julianus (2. század) római jogász

## Élete
Hadrianus császár korában élt, híres jogász volt. Őse volt Didius Iulianus császárnak. Afrikában született, és többször is consuli tisztet viselt. Ő gyűjtötte össze a praetorok rendeleteit a római köztársaság korából (edictum perpetuum), amelyek I. Justinianus digestáinak magvát képezték. Ezeken kívül számos önálló munkát is írt.